# Magnús Helgi Bergs
Magnús Helgi Bergs (* 27. August 1956) ist ein ehemaliger isländischer Fußballspieler.

## Karriere
Magnús Bergs begann seine Karriere bei Valur Reykjavík, bevor er 1980 ins Ausland wechselte. Seine erste Station wurde dabei der deutsche Bundesligist Borussia Dortmund. Hier konnte er sich jedoch nicht durchsetzen und kam insgesamt nur zu zwei Einsätzen in der Liga. Nach zwei Jahren in Dortmund wechselte er 1982 zum damaligen belgischen Erstligisten KSK Tongeren. Nach dem Abstieg des Vereins schloss er sich 1983 dem spanischen Traditionsverein Racing Santander in der Segunda División an. Nach dem Aufstieg Santanders 1984 kehrte Magnús nach Deutschland zurück, wo er für Eintracht Braunschweig spielte. Hier war er jedoch wieder nur Ersatzspieler und verließ den Verein nach sechs Einsätzen in der Bundesliga und einem Spiel im DFB-Pokal während der Saison 1984/85. Magnús kehrte nach Island zurück, wo er seine Fußballerkarriere ausklingen ließ.
Magnús kam insgesamt 16 Mal in der Fußballnationalmannschaft Islands zum Einsatz, dabei erzielte er zwei Tore.

## Erfolge
- Isländischer Meister: 1976, 1978
- Isländischer Pokalsieger: 1974, 1976, 1977